# Esqui cross-country nos Jogos Olímpicos de Inverno de 1928 - 18 km masculino
A prova de 18 km do esqui cross-country nos Jogos Olímpicos de Inverno de 1928 ocorreu no dia 17 de fevereiro e foi disputada por 49 esquiadores de quinze países.

## Medalhistas
| Ouro   | NOR Johan Grøttumsbråten |
| Prata  | NOR Ole Hegge            |
| Bronze | FIN Reidar Ødegaard      |

## Resultados
| Pos. | Atleta                   | Tempo   |
| ---- | ------------------------ | ------- |
|      | NOR Johan Grøttumsbråten | 1'37:01 |
|      | NOR Ole Hegge            | 1'39:01 |
|      | NOR Reidar Ødegaard      | 1'40:11 |
| 4    | FIN Veli Saarinen        | 1'40:57 |
| 5    | NOR Hagbart Haakonsen    | 1'41:29 |
| 6    | SWE Per-Erik Hedlund     | 1'41:51 |
| 7    | SWE Lars Theodor Jonsson | 1'41:59 |
| 7    | FIN Martti Lappalainen   | 1'41:59 |
| 9    | SWE Sven Utterström      | 1'42:04 |
| 10   | FIN Ville Mattila        | 1'44:37 |
| 11   | TCH Franz Donth          | 1'47:14 |
| 12   | TCH Vladimír Novák       | 1'47:53 |
| 13   | FIN Einar Mässeli        | 1'47:55 |
| 14   | GER Ludwig Böck          | 1'48:56 |
| 15   | SUI Walter Bussmann      | 1'49:46 |
| 16   | TCH Otakar Německý       | 1'51:20 |
| 17   | AUT Harald Paumgarten    | 1'51:20 |
| 18   | POL Józef Bujak          | 1'54:38 |
| 19   | GER Otto Wahl            | 1'55:00 |
| 20   | GER Hans Bauer           | 1'57:03 |
| 21   | SUI Otto Furrer          | 1'57:03 |
| 22   | ITA Matteo Demetz        | 1'57:08 |
| 23   | POL Zdzisław Motyka      | 1'58:10 |
| 24   | SUI Florian Zogg         | 1'58:52 |
| 25   | POL Andrzej Krzeptowski  | 1'59:02 |
| 26   | YUG Joško Janša          | 2'01:14 |
| 27   | JPN Takeo Yazawa         | 2'02:29 |
| 28   | FRA François Vallier     | 2'03:27 |
| 29   | GER Wilhelm Braun        | 2'03:52 |
| 30   | FRA Paul Simon           | 2'03:54 |
| 31   | JPN Sakuta Takebushi     | 2'04:20 |
| 32   | JPN Minoru Nagata        | 2'04:23 |
| 33   | FRA Maurice Mandrillon   | 2'04:39 |
| 34   | ITA Giovanni Testa       | 2'08:49 |
| 35   | ITA Vitale Venzi         | 2'09:28 |
| 36   | FRA Martial Payot        | 2'09:42 |
| 37   | JPN Akira Takahashi      | 2'10:57 |
| 38   | CAN William Thompson     | 2'12:24 |
| 39   | YUG Peter Klofutar       | 2'14:08 |
| 40   | YUG Janko Janša          | 2'19:54 |
| 41   | CAN Merritt Putman       | 2'22:40 |
| 42   | YUG Boris Režek          | 2'28:44 |
| 43   | USA Anders Haugen        | 2'30:30 |
| 44   | USA Charles Proctor      | 2'35:00 |
| 45   | USA Rolf Monsen          | 2'48:00 |
| –    | SWE Volger Andersson     | DNF     |
| –    | HUN Gyula Szepes         | DNF     |
| –    | TCH Josef Německý        | DNF     |
| –    | SUI Alphonse Julén       | DNF     |

- DNF: Não completou a prova.